# SV Kurhessen Kassel
Der SV Kurhessen Kassel war ein Sportverein aus der nordhessischen Großstadt Kassel. Die Fußball-Abteilung war unter dem Namen Casseler FV 95 bzw. Casseler FV bereits vor dem Ersten Weltkrieg überregional erfolgreich und unter anderem Teilnehmer an der Endrunde um die deutsche Meisterschaft 1903/04. Ab 1919 als SV Kurhessen antretend, stellte der Verein in den 1920er Jahren die stärkste Fußball-Mannschaft im nordhessischen Raum. Nach dem Zweiten Weltkrieg ging der vormalige SV Kurhessen im Großverein SG Kassel Süd auf, aus dem kurze Zeit später der KSV Hessen Kassel entstand.

## Geschichte

### Die Pionierzeit: Casseler FV (1893 bis 1918)

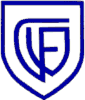
Wappen des Casseler FV

Die Wurzeln des SV Kurhessen reichen zurück bis in das Jahr 1893. Damals entstand östlich der Fulda am mittelalterlichen Hospital „Siechenhof“ mit dem FC Hassia der zweite Fußballverein Kassels (nach dem Casseler FC). Später wurde ein weiterer Verein namens FC Union gegründet. 1895 schlossen sich der FC Union und ein Teil der Mannschaft des FC Hassia zum Casseler FV 95 in der Gaststätte Zur Insel Helgoland zusammen, welcher anschließend im Bettenhäusener „Forst“ ansässig wurde. Am 29. September 1895 trug der CFV 95 sein erstes Spiel gegen eine auswärtige Mannschaft aus und bezog dabei gegen den 1. Hanauer FC 93 eine herbe 1:9-Niederlage.
In den ersten Jahren des Bestehens gab es in Ermangelung überregionaler Fußballverbände noch keinen geregelten Spielbetrieb, was sich mit dem Beitritt des Casseler FV 95 zum Deutschen Fußball-Bund im Jahr 1903 änderte. Zu dieser Zeit erlebte die noch junge Sportart in Kassel einen ähnlichen Aufschwung wie die ortsansässige Industrie. Mit einem 2:2 landete der CFV 95 noch im Jahr 1903 gegen den frischgebackenen ersten deutschen Meister VfB Leipzig in einem Freundschaftsspiel einen Achtungserfolg und im Jahr darauf durfte man als erster Meister des Verbands Casseler Ballspielvereine selbst an der Endrunde um die deutsche Fußballmeisterschaft 1903/04 teilnehmen, scheiterte hier aber schon in der ersten Runde am Duisburger SpV. Bis zum Ersten Weltkrieg blieb der Verein, der sich ab 1904 nach dem Zusammenschluss mit dem Casseler FV von 1897 nur noch kurz Casseler FV nannte, das fußballerische Aushängeschild der Stadt. 1907 und 1910 erreichte die Mannschaft aus der Südstadt jeweils die Endrunde um die westdeutsche Fußballmeisterschaft, blieb dort allerdings chancenlos. Mit Gustav Hensel stellte der Casseler FV einen Spieler der deutschen Nationalmannschaft in deren ersten offiziellen Länderspiel am 5. April 1908; es blieb allerdings bei diesem einen Einsatz. Im gleichen Jahr zog man vom Forst vor den Toren der Stadt an den Rand der Fuldaaue, wo die neue Anlage mit einem Spiel gegen Hannover 96 (4:3) eingeweiht wurde.

### Expansion und Erfolge als SV Kurhessen (1919 bis 1932)
Nach dem Ende des Ersten Weltkrieges fusionierte der Casseler FV im Jahr 1919 mit dem Schwerathletik-Klub Verein für Körperkultur (VfK) zum SV Kurhessen von 1893. Unter dem Vorsitz von Carl Tölcke erweiterte der so entstandene Großverein, der im wohlhabenden Bürgertum verankert war, seine Anlage am Auerand im Jahr 1922 auf 66.000 Quadratmeter. Das im Jahr darauf fertiggestellte, repräsentative Sportgelände wurde Kurhessen-Sportplatz oder Kurhessensportanlage genannt. Es zählte zu den größten in Westdeutschland und bot bis zu 16.000 Zuschauern Platz. Die gesamte Anlage umfasste neben drei Spielfeldern – das Hauptfeld, der sogenannte „A-Platz“, hatte eine gedeckte Tribüne, seinerzeit noch eine Seltenheit, sowie eine Aschenbahn – eine Radrennbahn mit überhöhten Kurven sowie Tennisplätze. Das Wachstum des Vereines drückte sich auch darin aus, dass der SV Kurhessen 1925 eine stolze Mitgliederzahl von 2162 aufwies.
Sportlich wurde die lokale Konkurrenz in den Nachkriegsjahren allerdings immer stärker, und 1921 platzierte sich der BC „Sport“ in der Meisterschaftsrunde erstmals vor dem SV Kurhessen. Und trotz einer starken Sturmreihe, aus der Nationalspieler „Heini“ Weber herausragte, hatte man Schwierigkeiten, die örtliche Führungsrolle gegen die „Sportler“ zu behaupten. In den Folgejahren wuchsen mit dem CSC 03, der im Umfeld der Henschel-Werke groß gewordenen Hermannia sowie dem Vorortverein SV 06 Rothenditmold weitere spielstarke Mannschaften heran. Dennoch konnte sich der SV Kurhessen meist als Nummer eins im lokalen Sportgau behaupten, stieß aber überregional ebenso regelmäßig an seine Grenzen, denn die westdeutsche Konkurrenz erwies sich als zu stark für die Nordhessen. 1925 etwa reichte es in der westdeutschen Endrunde lediglich zu einem Sieg (3:1 gegen die Sportfreunde Siegen) in fünf Spielen. Auch das kostspielige Engagement des ungarischen Berufstrainers Fritz Molnar brachte nicht den gewünschten Effekt und endete bereits nach sechs Monaten wieder. Den sportlichen Zenit dieser Phase erreichte der SV Kurhessen im Anschluss an die Spielzeit 1926/27. Nachdem man in den Endspielen um die Bezirksmeisterschaft im dritten Spiel den Spielverein 06 ausgeschaltet hatte, bestritt die Mannschaft in der westdeutschen Meisterschaft nach einem 2:1 über Fortuna Düsseldorf, einem 2:2 gegen den FC Schalke 04 und einem weiteren 2:1-Sieg über den Kölner CfR am 24. Februar 1927 ein Entscheidungsspiel um Platz 3, der zur Teilnahme an der deutschen Meisterschafts-Endrunde berechtigt hätte – und unterlag hier der Düsseldorfer Fortuna mit 2:3.
Nach der erneuten – und, wie sich herausstellen sollte, auch letztmaligen – Qualifikation zur westdeutschen Endrunde 1928, in der der SV Kurhessen an den Vorjahreserfolg nicht anknüpfen konnte, wurde es allmählich still um den Verein von der Fuldaaue, im Kampf um die lokale Führungsrolle gaben nunmehr der CSC 03, der BC „Sport“ und der Spielverein 06 den Ton an, gleichzeitig holten auch die Vereine aus Fulda, Hersfeld und Göttingen auf. Zwar war der SV Kurhessen, nicht zuletzt aufgrund der modernen Sportanlage, mit 1500 Mitgliedern der weitaus größte Sportverein der Stadt, sportlich spielte man im regionalen Fußballgeschehen ab Beginn der 1930er Jahre aber nur noch eine Nebenrolle.

### Mittelmaß in der Gauliga (1933 bis 1944)
Nachdem Nationalspieler „Heini“ Weber 1932 aufgrund von Kniebeschwerden seine Karriere beenden musste, reichte es für die Kurhessen 1933 gerade noch zur Qualifikation zur neu eingeführten obersten Spielklasse, der Gauliga Hessen. Dort schlug man sich mehr schlecht als recht durch. Am Ende der Spielzeit 1934/35 etwa konnte der Klassenerhalt erst am letzten Spieltag durch ein 1:0 beim VfB Friedberg endgültig gesichert werden. Im Jahr darauf, im Anschluss an die Runde 1935/36 musste der SV Kurhessen erstmals in seiner Vereinsgeschichte den Gang in die Zweitklassigkeit antreten. Zwei Jahre später kehrte die Mannschaft zwar in die Gauliga zurück, konnte aber anschließend nicht mehr an frühere Erfolge anknüpfen, obwohl mit Rolf Zimmer immerhin ein Anwärter auf die Nationalmannschaft zwischen den Pfosten stand.
Immerhin konnte in den Kriegsjahren mit der Vizemeisterschaft in der Gauliga Kurhessen 1941/42 noch ein weiterer Höhepunkt gesetzt werden, der zugleich der letzte in der Geschichte des SV Kurhessen bleiben sollte. Aufgrund der kriegsbedingten Umstände bildete man in der Runde 1943/44 mit dem CSC 03 eine Kriegsspielgemeinschaft, anschließend kam der Spielbetrieb vollständig zum Erliegen.

### Nach dem Zweiten Weltkrieg
Nach dem Zweiten Weltkrieg wurde der SV Kurhessen wie alle anderen Vereine durch die Alliierten formell aufgelöst. In der Stadt Kassel wurden zunächst nur vier Stadtteilvereine zugelassen, unter deren Dach sich die Mitglieder der Vorkriegsvereine zusammenfanden. So entstand mit der SG Kassel Süd ein Großverein, dem sich auch die ehemaligen Kurhessen-Mitglieder anschlossen. Dieser wurde 1946 in VfL Kassel umbenannt. 1947 schließlich fusionierte man mit dem Nachfolger des VfL TuRa, dem Kasseler SV, zum KSV Hessen Kassel.

## Handball
Die Feldhandball-Abteilung der Männer spielte ab 1934 in der erstklassigen Handball-Gauliga Hessen. 1935/36 konnte Kurhessen die Gaumeisterschaft gewinnen und qualifizierte sich dadurch für die Deutsche Feldhandball-Meisterschaft 1935/36. Dort schied Kassel jedoch chancenlos bereits in der Gruppenphase aus.

## Bekannte Spieler
- Heinrich Weber, Fußballnationalspieler
- Gustav Hensel, Fußballnationalspieler